# Phlegra crumena
Phlegra crumena là một loài nhện trong họ Salticidae.
Loài này thuộc chi Phlegra. Phlegra crumena được Maciej Próchniewicz & Heciak miêu tả năm 1994.